# Bambecque
Bambecque är en kommun i departementet Nord i regionen Hauts-de-France i norra Frankrike. Kommunen ligger i kantonen Hondschoote som tillhör arrondissementet Dunkerque. År 2022 hade Bambecque 842 invånare.

## Befolkningsutveckling
Antalet invånare i kommunen Bambecque
| Referens: INSEE |